# Сумонте
Сумо̀нте (на италиански: Summonte) е село и община в Южна Италия, провинция Авелино, регион Кампания. Разположено е на 738 m надморска височина. Населението на общината е 1662 души (към 2010 г.).